# ماریمبا

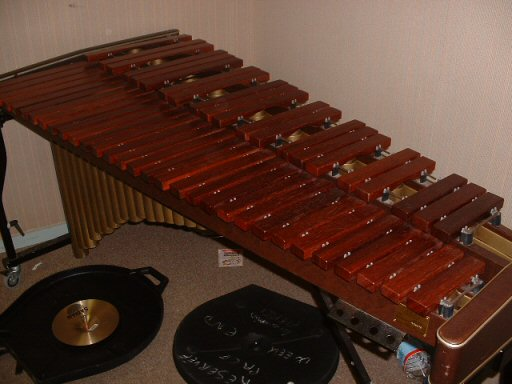
ماریمبا

ماریمبا (به انگلیسی: marimba) نوعی سازهای کوبه‌ای است که با ضربه زدن با مضراب‌های مخصوص بر روی صفحات چوبیِ این ساز، صدا تولید می‌شود.